# Imrich Sucký
Imrich Sucký (1899–1973, Vídeň) byl během Slovenského státu pracovníkem policie, který měl na starosti boj s komunisty. Dlouholetý politický vězeň.
K policii nastoupil v roce 1919. V letech 1920 – 1923 byl pracovníkem trestně - kriminálního oddělení Policejního ředitelství v Bratislavě. Od roku 1924 byl pracovníkem Odbočky zpravodajské ústředny při Policejním ředitelství, tzv. obranného zpravodajství. V roce 1929 se aktivně podílel na zatýkání Vojtěcha Tuky a dalších osob (např. Alexander Mach...) v kauze „Tukovy aféry“.
Během Slovenského státu v letech 1939 až 1945 byl vedoucím skupiny detektivů ve 2. oddělení Ústředny státní bezpečnosti (ÚŠB), kde se aktivně účastnil odhalování komunistických skupin, příprav komunistických diverzních akcí, teroristických útoků. Asistoval při zatýkání většiny komunistických představitelů (Široký, Husák...).
V květnu 1945 byl zatčen. Po téměř dvou letech byl propuštěn na svobodu. V roce 1948 emigroval do Rakouska. Zde se zapojil do protikomunistického odboje a spolupracoval i s americkou službou CIC. V roce 1957 byl po rozhodnutí ministra vnitra Rudolfa Baráka unesen z Vídně do Československa. Měl být použit při připravované akci vůči předsedovi vlády Viliamu Širokému. Vězněn byl na Pankráci, v Opavě, Leopoldově a Valdicích. Po amnestii 9. května 1968 byl propuštěn. Opět emigroval do Rakouska, kde i zemřel.
V roce 2007 o jeho životě vyšla životopisná kniha Zpravodajské eso Slovenského štátu: Kauza Imrich Sucký